# 木漏れ日カレンダー
『木漏れ日カレンダー』（こもれびかれんだー）は、CooRieのカバー&セルフカバーアルバムである。

## 概要
- 主に、CooRieの（唯一の）メンバーであるrinoが音楽作家として提供した曲や、CooRie以外の名義で歌った曲がカバーされている。
- 「Eternal love 〜眩しい季節〜」と「Dream 〜The ally of〜」はrino名義である。
- なお今作に収録された「君が望む永遠」は新録音で収録された為、rinoの古い芸名であるMEGUMI名義の音源とは編曲が異なっている。

## 収録曲
|    | 曲                          | 原曲歌手                   | 作詞     | 作曲     | 編曲       |
| -- | --------------------------- | -------------------------- | -------- | -------- | ---------- |
| 01 | そよ風のハーモニー          | 堀江由衣                   | rino     | rino     | rino       |
| 02 | 空のリフレイン              | 堀江由衣                   | 畑亜貴   | 長田直之 | 長田直之   |
| 03 | Parade                      | 中原麻衣・清水愛・千葉紗子 | rino     | rino     | 大久保薫   |
| 04 | 記憶のゆりかご              | 田村ゆかり                 | rino     | rino     | 大久保薫   |
| 05 | 幸せレシピ                  | 野川さくら                 | rino     | rino     | Angel Note |
| 06 | 小さな傘                    | 中原麻衣                   | rino     | rino     | 大久保薫   |
| 07 | Precious time               | yozuca*                    | rino     | rino     | 長田直之   |
| 08 | 君が望む永遠                | MEGUMI                     | 江幡育子 | 加持久忍 | 大久保薫   |
| 09 | Eternal love 〜眩しい季節〜 | rino                       | rino     | rino     | 大久保薫   |
| 10 | Dream 〜The ally of〜       | rino                       | tororo   | 長田直之 | 長田直之   |

## タイアップ

### 原曲
- テレビアニメ『D.C. 〜ダ・カーポ〜』挿入歌（#1）
- PlayStation 2ゲーム『D.C.P.S. 〜ダ・カーポ〜 プラスシチュエーション』挿入歌
- パソコンゲーム『SAKURA 〜雪月華〜』オープニング主題歌（#2）
- ネットラジオ『舞-HiMEラジオ 風華学園放送部』初代オープニング主題歌（#3）
- PlayStation 2ゲーム『D.C.P.S. 〜ダ・カーポ〜 プラスシチュエーション』イメージソング（#4、5）
- パソコンゲーム『てんたま2wins』オープニング主題歌（#7）
- パソコンゲーム『君が望む永遠』エンディング主題歌（#8）
- PlayStation 2ゲーム『D.C.P.S. 〜ダ・カーポ〜 プラスシチュエーション』挿入歌（#9）
- パソコンゲーム『D.C. 〜ダ・カーポ〜』エンディング主題歌（#10）

### 収録曲
原曲と同じ場合は除く
- パソコンゲーム『D.C.P.C. 〜ダ・カーポ〜 プラスコミュニケーション』挿入歌（#1）
- パソコンゲーム『D.C.P.C. 〜ダ・カーポ〜 プラスコミュニケーション』イメージソング（#4、5）